# Пристанище Виго
Пристанище Виго (на испански: Puerto de Vigo) е най-голямото пристанище за риболов в света, в испанския град Виго. Тук е седалището на най-голямата риболовна компания - Pescanova. През 2003 г. е разтоварена 673 874 тона риба. Товарооборота на пристанището е 4 234 000 тона.
Виго е базата на големи риболовни компании със силно присъствие в страни като РЮА, Намибия, Мозамбик, Австралия, Аржентина, Фолкландските острови, Чили и Перу. Рибата се доставя за Испания и се изнася за редица страни като Португалия, Италия, Франция и други по-отдалечени пазари, дори и в Азия.
Във Виго се организират важни търговски панаири като CONXEMAR – ежегодно събитие, посветено на замразените рибни продукти. Периодично се провежда World Fishing Exhibition (Световна риболовна изложба).